# 예래동
예래동(猊來洞)은 서귀포시의 행정동이다. 법정동 색달동, 상예동, 하예동을 관할한다. 면적은 37.3km2이며, 인구는 2011년 3월 31일을 기준으로 1,430세대, 3,546명이다.

## 개요
예래동은 법률 제3425호(1981년 4월 13일 공포)에 의해 서귀읍 일원과 중문면을 통합하여 서귀포시를 설치(1981년 7월 1일)할 때 이루어진 12개 동 중 하나로, 색달동(옛 색달리)과 상예동(옛 상예리), 하예동(옛 하예리)을 통합하여 만든 동이다. '예래'는 해당 지역의 옛 현(縣) 이름이었기도 하다.
세계적으로도 널리 알려진 중문관광단지가 자리잡고 있는 곳으로, 여미지식물원, 퍼시픽랜드, 중문해수욕장, 천제연폭포 등 명소가 있다.
환해장성과 당포연대 등 역사적 유적과 바닷물을 이용한 담수욕장인 논짓물이 있고, 남국의 정취를 느낄 수 있는 아열대 식물과 관광단지가 있으며, 포구에서 바라보는 석양과 해안절경이 아름답다.

## 법정동
- 상예동(上猊洞)
- 하예동(下猊洞)
- 색달동(穡達洞)

## 관광
- 중문관광단지
  - 여미지식물원
  - 퍼시픽랜드
  - 중문해수욕장
  - 천제연폭포